# Vlaamse Hoge Raad voor de Milieuhandhaving
Op grond van het milieuhandhavingsdecreet werd in 2009 een gewestelijke raad voor de milieuhandhaving opgericht, genoemd de Vlaamse Hoge Raad voor de Milieuhandhaving. Deze overheidsinstantie stelt de krachtlijnen en de prioriteiten van het beleid inzake de handhaving van het milieurecht voor. Hij doet dat op eigen initiatief of op verzoek van het Vlaams Parlement of de Vlaamse Regering.

## Samenstelling
De Vlaamse Hoge Raad voor de Milieuhandhaving telt tien leden, alsmede een vaste secretaris. De Vlaamse Regering benoemt de leden na voordracht, en de voorzitter, de ondervoorzitter en de vaste secretaris onder de personen die deskundig zijn op het vlak van de handhaving van het milieurecht.
De Vlaamse Hoge Raad voor de Milieuhandhaving wordt als volgt samengesteld :
een voorzitter; een ondervoorzitter; vier leden op voordracht van de beleidsraad van het beleidsdomein Leefmilieu, Natuur en Energie; een lid op voordracht van de Milieu- en Natuurraad van Vlaanderen; een lid op voordracht van de Sociaal-Economische Raad van Vlaanderen; een lid op voordracht van de Vereniging van de Vlaamse Provincies; een lid op voordracht van de Vereniging van Vlaamse Steden en Gemeenten.
Een lid mag geen verkozen politiek mandaat uitoefenen.
Deze samenstelling kan verder worden uitgebreid tot : een vertegenwoordiger aangewezen op voordracht van het college van procureurs-generaal, ter vertegenwoordiging van de parketten-generaal bij de hoven van beroep; een vertegenwoordiger aangewezen op voordracht van het college van procureurs-generaal, ter vertegenwoordiging van de parketten bij de rechtbanken van eerste aanleg; een vertegenwoordiger aangewezen op voordracht van de bevoegde minister van Binnenlandse Zaken, ter vertegenwoordiging van de federale politie; een vertegenwoordiger aangewezen op voordracht van de bevoegde minister van Binnenlandse Zaken, ter vertegenwoordiging van de lokale politie.
De Vlaamse Hoge Raad voor de Milieuhandhaving kan om bijzondere vraagstukken te onderzoeken een beroep doen op externe deskundigen en kan werkgroepen oprichten, onder de voorwaarden, bepaald in het huishoudelijk reglement. Dit laatste is onderworpen aan de goedkeuring van de Vlaamse Regering.
De Vlaamse Regering kan nadere regels vaststellen voor de organisatie en de werking van de Vlaamse Hoge Raad voor de Milieuhandhaving.

## Milieuhandhavingsprogramma
Met het oog op een doelmatige handhaving van de milieuwetgeving pleegt de Vlaamse Regering, hierin bijgestaan door de Vlaamse Hoge Raad voor de Milieuhandhaving, systematisch overleg met de hiervoor bevoegde overheden. De op basis van dat overleg gemaakte afspraken worden in protocollen vastgelegd. De Vlaamse Regering kan voor dat overleg de nadere regels vastleggen.
Jaarlijks stelt de Vlaamse Hoge Raad voor de Milieuhandhaving een milieuhandhavingsprogramma op. Daarin kan hij worden bijgestaan door de overheden die belast zijn met het toezicht op en de handhaving van het milieurecht.
Het milieuhandhavingsprogramma bepaalt voor het komende kalenderjaar de handhavingsprioriteiten van de gewestelijke overheden die belast zijn met de handhaving van het milieurecht. Het milieuhandhavingsprogramma kan eveneens aanbevelingen bevatten inzake de handhaving van het milieurecht op provinciaal en gemeentelijk niveau, alsook inzake de samenwerking met en tussen deze beleidsniveaus.
De Vlaamse Hoge Raad voor de Milieuhandhaving legt het milieuhandhavingsprogramma ter goedkeuring voor aan de Vlaamse Regering. De Vlaamse Regering deelt het goedgekeurde milieuhandhavingsprogramma mee aan het Vlaams Parlement, de provincies en de gemeenten, en legt het met het oog op verdere programmering en rapportering voor advies voor aan de Sociaal-Economische Raad van Vlaanderen en aan de Milieu- en Natuurraad van Vlaanderen.
De Vlaamse Regering kan de nadere regels vaststellen voor de inhoud, de opstelling en de verspreiding van het milieuhandhavingsprogramma.

## Milieuhandhavingsrapport
Jaarlijks stelt de Vlaamse Hoge Raad voor de Milieuhandhaving een milieuhandhavingsrapport op. Alle overheden, die deel uitmaken van het Vlaamse Gewest en die belast zijn met de handhaving van het milieurecht, stellen, hetzij op eenvoudige vraag van de Vlaamse Hoge Raad van de Milieuhandhaving, hetzij uit eigen beweging, alle informatie waarover zij beschikken en die van nut kan zijn voor de opstelling van het milieuhandhavingsrapport, ter beschikking van de Vlaamse Hoge Raad voor de Milieuhandhaving.
Voor de overheden die belast zijn met de handhaving van het milieurecht en waarvoor het Vlaamse Gewest niet bevoegd is, zal de Vlaamse Regering die uitnodigen om de informatie waarover zij beschikken en die eveneens van nut kan zijn voor de opstelling van het milieuhandhavingsrapport, vrijwillig ter beschikking te stellen van de Vlaamse Hoge Raad voor de Milieuhandhaving.
Het milieuhandhavingsrapport omvat minstens de volgende onderdelen :
1° een algemene evaluatie van het in het afgelopen kalenderjaar gevoerde gewestelijke milieuhandhavingsbeleid;
2° een specifieke evaluatie van de inzet van de afzonderlijke handhavingsinstrumenten;
3° een overzicht van de gevallen waarin, binnen de gestelde termijn, geen uitspraak werd gedaan over de beroepen tegen besluiten houdende bestuurlijke maatregelen;
4° een evaluatie van de beslissingspraktijk van de parketten inzake het al dan niet strafrechtelijk behandelen van een vastgesteld milieumisdrijf;
5° een overzicht en vergelijking van het door de gemeenten en provincies gevoerde milieuhandhavingsbeleid;
6° een inventaris van de inzichten die tijdens de handhaving werden opgedaan en die kunnen worden aangewend ter verbetering van de milieuregelgeving, beleidsvisies en beleidsuitvoering;
7° aanbevelingen voor de verdere ontwikkeling van het milieuhandhavingsbeleid.
De Vlaamse Hoge Raad voor de Milieuhandhaving deelt het milieuhandhavingsrapport mee aan de Vlaamse Regering. Die bezorgt het milieuhandhavingsrapport aan het Vlaams Parlement, de Sociaal-Economische Raad van Vlaanderen, de Milieu- en Natuurraad van Vlaanderen, de provincies en de gemeenten.
De Vlaamse Regering kan nadere regels vaststellen voor de inhoud, de opstelling en de verspreiding van het milieuhandhavingsrapport.